# Lindy Booth
Lindy Booth (Oakville, 2 aprile 1979) è un'attrice canadese.

## Biografia
Ha avuto il ruolo di Riley Grant nelle serie di Disney Channel Il famoso Jett Jackson (e di Agent Hawk nello show Silverstone) e Claudia in Relic Hunter. Ha recitato anche nel ruolo di Dodger Allen nel film Nickname: Enigmista (2005), di Nicole nel remake L'alba dei morti viventi e ha ottenuto una piccola parte in Wrong Turn, con Eliza Dushku. Inoltre è apparsa anche in CSI: NY, Ghost Whisperer - Presenze e Kick-Ass 2. Dal 2014 al 2018 è stata una dei protagonisti della serie The Librarians.
Nel 2022 prende parte all'episodio Lift Us Where Suffering Cannot Reach, della prima stagione di Star Trek: Strange New Worlds, ottava serie live-action del franchise di fantascienza Star Trek, in cui interpreta Alora, una donna Majalana che ha avuto una relazione, in passato, con il capitano Christopher Pike dell'Enterprise.

## Filmografia parziale

### Cinema
- Detroit Rock City, regia di Adam Rifkin (1999)
- Teenage Space Vampires, regia di Martin Wood (1999)
- Century Hotel, regia di David Weaver e Bridget Newson (2001)
- Winter Sun, regia di Jessica Bradford (2002)
- The Skulls II, regia di Joe Chappelle (2002)
- American Psycho 2, regia di Morgan J. Freeman (2002)
- Fairytales and Pornography, regia di Chris Philpott (2002)
- Rub & Tug, regia di Soo Lyu (2002)
- Bollywood/Hollywood, regia di Deepa Mehta (2002)
- Black Painted Moon, regia di Armen Kazazian (2002)
- Wrong Turn (Wrong Turn), regia di Rob Schmidt (2003)
- Hollywood North, regia di Peter O'Brian (2003)
- Public Domain, regia di Kris Lefcoe (2003)
- Bar Life, regia di Dawn Kuisma (2003)
- L'alba dei morti viventi (Dawn of the Dead), regia di Zack Snyder (2004)
- Choke., regia di David Hyde (2004)
- Lucid, regia di Sean Garrity (2005)
- Nickname: Enigmista (Cry_Wolf), regia di Jeff Wadlow (2005)
- In the Stars, regia di Darrin Brown (2006)
- Nobel Son - Un colpo da Nobel (Nobel Son), regia di Randall Miller (2007)
- Disastro a Hollywood (What Just Happened), regia di Barry Levinson (2008)
- Dark Honeymoon, regia di David O'Malley (2008)
- Behind the Wall, regia di Paul Schneider (2008)
- Kick-Ass 2, regia di Jeff Wadlow (2013)
- Eyewitness - Testimone nell'ombra, regia di Andrew C. Erin (2017)

### Televisione
- Mr. Music, regia di Fred Gerber - film TV (1998)
- Eerie, Indiana: The Other Dimension - serie TV, 15 episodi (1998)
- PSI Factor (Psi Factor: Chronicles of the Paranormal) - serie TV, 1 episodio (1999)
- Strange Justice, regia di Ernest Dickerson - film TV (1999)
- Relic Hunter - serie TV, 44 episodi (1999-2001)
- Il famoso Jett Jackson (The Famous Jett Jackson) - serie TV, 12 episodi (1999-2001)
- Traders - serie TV, 1 episodio (2000)
- Twice in a Lifetime - serie TV, 1 episodio (2000)
- Pianeta Terra - Cronaca di un'invasione (Earth: Final Conflict) - serie TV, 1 episodio (2000)
- Un lupo mannaro americano a scuola (Big Wolf on Campus) - serie TV, 1 episodio (2000)
- Jett Jackson: The Movie, regia di Shawn Levy - film TV (2001)
- Life with Judy Garland: Me and My Shadows - miniserie TV (2001)
- Her Best Friend's Husband, regia di Waris Hussein - film TV (2002)
- Nero Wolfe (A Nero Wolfe Mystery) - serie TV, 2 episodi (2002)
- Mutant X - serie TV, 1 episodio (2002)
- Black Hole High (Strange Days at Blake Holsey High) - serie TV, 1 episodio (2002)
- Un ospite di Natale (A Christmas Visitor), regia di Christopher Leitch - film TV (2002)
- Odyssey 5 - serie TV, 7 episodi (2002-2003)
- Veritas: The Quest - serie TV, 1 episodio (2003)
- The Twilight Zone - serie TV, 1 episodio (2003)
- Platinum - serie TV, 1 episodio (2003)
- Starhunter - serie TV, 1 episodio (2003)
- Cooking Lessons - episodio pilota (2004)
- 4400 (The 4400) - serie TV, 3 episodi (2005)
- S.O.S. - La natura si scatena (Category 7: The End of the World), regia di Dick Lowry - film TV (2005)
- Equivoci d'amore (Christmas in Boston), regia di Neill Fearnley - film TV (2005)
- CSI: NY - serie TV, 1 episodio (2006)
- Ghost Whisperer - Presenze (Ghost Whisperer) - serie TV, 1 episodio (2006)
- October Road - serie TV, 17 episodi (2007-2008)
- Cold Case - Delitti irrisolti (Cold Case) - serie TV, 1 episodio (2008)
- Warehouse 13 - serie TV, 1 episodio (2009)
- The Philanthropist - serie TV, 8 episodi (2009)
- NCIS - Unità anticrimine (NCIS) - serie TV, episodio 7x07 (2009)
- Brain Trust - episodio pilota (2011)
- Republic of Doyle - serie TV, 1 episodio (2011)
- Un magico Natale (Christmas Magic), regia di John Bradshaw - film TV (2011)
- Fairly Legal - serie TV, 1 episodio (2012)
- 12 alberi di Natale (Twelve Trees of Christmas), regia di Harvey Crossland - film TV (2013)
- Supernatural - serie TV, 1 episodio (2013)
- Copper - serie TV, 3 episodi (2013)
- The Librarians - serie TV, 42 episodi (2014-2018)
- The Sound of Christmas, regia di Harvey Crossland - film TV (2016)
- Natale a Rocky Mountain (Rocky Mountain Christmas), regia di Tibor Takács - film TV (2017)
- Amore a Harmony Ranch (Under the Autumn), regia di Gary Yates - film TV (2018)
- Snowcoming, regia di Peter DeLuise - film TV (2019)
- Asta di Natale (Swept Up by Christmas), regia di Philippe Gagnon (2019)
- Star Trek: Strange New Worlds - serie TV, episodio 1x06 (2022)

## Doppiatrici italiane
Nelle versioni in italiano delle opere in cui ha recitato, Lindy Booth è stata doppiata da:
- Francesca Manicone in 12 alberi di Natale, Grey's Anatomy, Tracker
- Maura Cenciarelli in Il famoso Jett Jackson, Jett Jackson: The Movie
- Michela Alborghetti ne L'alba dei morti viventi, Natale a Rocky Mountain
- Francesca Fiorentini in Relic Hunter, The Librarians
- Emanuela D'Amico in CSI: NY
- Alessia Amendola in Nickname: Enigmista
- Chiara Gioncardi in Kick-Ass 2
- Perla Liberatori in Eyewitness - Testimone nell'ombra
- Emanuela Pacotto in Un magico Natale
- Federica De Bortoli in American Spycho 2
- Giulia Franzoso in The Philanthropist
- Ilaria Latini in Supernatural
- Paola Majano in Amore a Harmony Ranch
- Sara Ferranti in October Road
- Valentina Mari in Wrong Turn
- Eleonora Reti in Stumptown
- Deborah Ciccorelli in Asta di Natale
- Daniela Calò in Star Trek: Strange New Worlds